# La morsa d'acciaio
La morsa d'acciaio (The Steel Trap) è un film del 1952, scritto e diretto da Andrew L. Stone, con protagonisti Joseph Cotten e Teresa Wright.

## Trama
Jim Osborne, vicedirettore di una banca di Los Angeles, ossessionato dalla possibilità di compiere un grosso furto, sottrae un milione di dollari dal caveau un venerdì sera, prima che la banca chiuda per il fine settimana, e parte con la moglie Laurie verso Rio de Janeiro, convincendola che si tratta di un viaggio di lavoro. Tuttavia, fin dalla partenza, il viaggio si presenta costellato di imprevisti e ritardi, finché la coppia si ritrova bloccata per un giorno a New Orleans, dopo aver perso la coincidenza aerea. Jim si arrende al fatto che non riuscirà ad arrivare a Rio prima di lunedì mattina, quando la banca riaprirà e il furto verrà scoperto, quindi prende alloggio in un albergo sotto falso nome, per far perdere le proprie tracce. A questo punto Laurie comprende che Jim le sta nascondendo qualcosa e, quando il marito le confessa la vera natura del viaggio, ella, profondamente contrariata, decide di lasciarlo e tornare a Los Angeles. Rimasto solo, Jim realizza che la sua famiglia è più importante di un milione di dollari, così riparte anch'egli in tutta fretta per Los Angeles e ripone il denaro nel caveau della banca appena in tempo per non essere scoperto, riconciliandosi infine con la moglie.